# Шабашов, Сергей Михайлович
Сергей Михайлович Шабашов (бел. Сяргей Міхайлавіч Шабашоў; 1 мая 1923, д. Драгуны, Высочанская волость, Оршанский уезд, Могилёвская губерния, Белорусская ССР, СССР — 12 апреля 2007) — советский партийный и государственный деятель, первый секретарь Витебского обкома КП Беларуси (1971—1983).

## Биография
В 1956 году с отличием окончил исторический факультет Могилёвского государственного педагогического института, а в 1961 году окончил Высшую партийную школу при ЦК КПСС.
В Великую Отечественную войну — партизан бригады имени А. Ф. Данукалова в Витебской области.
С 1944 года — первый секретарь Лиозненского, Витебского РК ЛКСМБ. В сентябре 1950 года был направлен на 9-месячные курсы при Центральной комсомольской школе в Москве.
С 1956 года занимал ответственные должности — секретаря Октябрьского РК КПБ г. Витебска, Езерищенского, Кобринского РК КПБ. С 1962 года — начальник Кобринского колхозно-совхозного правления Брестской области, секретарь Брестского сельского, с 1965 года — Брестского обкома КПБ. Работал заведующим отдела пропаганды и агитации ЦК КПБ.
С 1971 года — первый секретарь Витебского обкома КПБ.
Избирался членом ЦК КПБ, депутатом Верховного Совета СССР (1971—1975) и Верховного Совета БССР от Республиканской организации ветеранов войны и труда.
Умер 12 апреля 2007 года.

## Награды
За боевые и трудовые заслуги награждён орденами Ленина, Октябрьской Революции, Отечественной войны 1 и 2 степени, тремя орденами Трудового Красного Знамени, орденом «Знак Почета», медалями.
Почётный гражданин г. Витебска (1995).